# Tremel·lals
Els tremel·lals (Tremellales) són un ordre de fongs dins la classe dels tremel·lomicets (Tremellomycetes). L'ordre conté tant espècies teleomorfiques i anamorfiques, la majoria de les darreres són llevats. Totes les espècies teleomòrfiques dels tremel·lals són paràsites d'altres fongs. Els cossos fructífers, quan en produeixen, són gelatinosos.

## Taxonomia
L'ordre té 12 famílies que contenen unes 500 espècies:
- Família Bulleraceae (18 espècies)
- Família Bulleribasidiaceae (120 espècies)
- Família Carcinomycetaceae (3 espècies)
- Família Cryptococcaceae (65 espècies)
- Família Cuniculitremaceae (26 espècies)
- Família Naemateliaceae (5 espècies)
- Família Phaeotremellaceae (17 espècies)
- Família Phragmoxenidiaceae (1 espècie)
- Família Rhynchogastremaceae (32 espècies)
- Família Sirobasidiaceae (11 espècies)
- Família Tremellaceae (170 espècies)
- Família Trimorphomycetaceae (16 espècies)
- 14 espècies incertae sedis